# 両夫婦
『両夫婦』（りょうふうふ、The Rounders）は、1914年公開の短編サイレント映画。キーストン社による製作で、主演・監督はチャールズ・チャップリン。1971年に映画研究家ウノ・アスプランドが制定したチャップリンのフィルモグラフィーの整理システムに基づけば、チャップリンの映画出演26作目にあたる。別邦題は『チヤプリンとデブ』。

## あらすじ
チャーリーとファッティ、2人の酔客は同じホテルに宿泊している。片方は妻にぶたれ、もう片方は妻をぶっていた。2人は妻の持つ金を失敬してレストランに繰り出し陽気に騒ぐが、トラブルを起こしてレストランや妻から怒られ逃げ出す。2人は湖に向かい、ボートに乗って真ん中まで行ったところでボートを沈める。

## 評価
チャップリンはフレッド・カーノー劇団時代に演じて以来十八番の酔っぱらい役を演じているが、チャップリンの伝記を著した映画史家のデイヴィッド・ロビンソンはこの作品における酔っぱらいは従来のものとは一線を画し、最終的に『街の灯』（1931年）で完成される新しいタイプの酔っぱらい役であると評している。

## キャスト
- チャールズ・チャップリン - 陽気な男
- ロスコー・アーバックル - 陽気な男の友人
- フィリス・アレン - 陽気な男の妻
- ミンタ・ダーフィ - 友人の妻
- アル・セント・ジョン（英語版） - ボーイ
- ジェス・ダンディ - 食事客
- ウォレス・マクドナルド（英語版） - 食事客
- チャーリー・チェイス (コメディアン)（英語版） - 食事客

ほか